# Dipartimento di Güer Aike
Güer Aike è un dipartimento collocato a sud della provincia argentina di Santa Cruz, con capoluogo Río Gallegos.

## Confini
Il dipartimento è il più meridionale dei dipartimenti della provincia. Confina a nord con i dipartimenti di Corpen Aike e Lago Argentino, a est con l'oceano Atlantico, a sud e a ovest con il Cile.

## Società

### Evoluzione demografica
Secondo il censimento del 2010, su un territorio di 33.841 km², la popolazione ammontava a 113.267 abitanti, con un aumento del 22% rispetto al censimento del 2001.
Abitanti censiti

## Amministrazione
Il dipartimento è suddiviso in 3 comuni (municipios in spagnolo):
- Río Gallegos
- Río Turbio
- Veintiocho de Noviembre